# Bill Harriott
William „Bill“ Harriott (* 4. Juli 1958 in Windsor, Ontario; † 21. März 2011 in Calgary, Alberta) war ein kanadischer Skirennläufer.
Harriott, der armamputiert war, gehörte zwischen 1986 und 2003 der kanadischen Nationalmannschaft an und nahm an sieben Winter-Paralympics teil, zuerst als Skiläufer und später dann als Begleitläufer für Christopher Williamson. Bei den Winter-Paralympics 2002 in Salt Lake City gewannen Williamson und Harriott Gold.
Harriott war verheiratet und hatte zwei Kinder. Er starb am 21. März 2011 infolge eines Herzinfarktes.